# Pfaffing Golf Classic
De Pfaffing Golf Classic is een golftoernooi van de EPD Tour. Het toernooi wordt gespeeld op de Pfaffing Golfbaan in Beieren en bestaat uit drie rondes van 18 holes.
Het prijzengeld op de EPD Tour is voor bijna alle toernooien € 30.000 waarvan de winnaar € 5000 krijgt.
In 2011 deden drie Nederlanders mee: Tristan Bierenbroodspot, Reinier Saxton, Wouter de Vries, die na de eerste ronde met -4 op de 3de plaats kwam. 
Na twee dagen deelden Saxton en de Vries de 25ste plaats. Bierenbroodspot haalde met -1 net de cut. Aan de leiding stond de Duitse amateur Sebastiaan Kannler.
In de derde ronde ging de overwinning naar Maximilian Glauert, die 66-66-69 scoorde voor een totaal van -15. Saxton scoorde 66 en steeg naar de 13de plaats, De Vries maakte 60 en Bierenbroodspot 78.
- Leaderboard

## Winnaars
| Jaar | Winnaar               | Score | Score |
| ---- | --------------------- | ----- | ----- |
| 2010 | Jurrian van der Vaart | 203   | -13   |
| 2011 | Maximilian Glauert    | 201   | -15   |

Zie ook het overzicht van de EPD Tour 2011.